# Antonietta janthina
Antonietta janthina är en färggrann art av marina nakensnäckor i familjen Glaucidae.

## Beskrivning
Antonietta janthina har en ljuslila kropp med ett flertal gula cerata. Gälarna och rhinoforerna är orange. Arten kan nå en längd på 6 mm.

## Habitat
Antonietta janthina förekommer i sydöstra Japan.